# Mastax vegeta
Mastax vegeta é uma espécie de carabídeo da tribo Brachinini, com distribuição restrita à Índia.

## Distribuição
A espécie tem distribuição em Himachal Pradesh, Sikkim e Uttarakhand.